# Fräskopfwurm
Der Fräskopfwurm, Camallanus cotti, ist ein Fadenwurm, der als Parasit meist den Darmtrakt von Fischen befällt (Endoparasit).

## Verbreitung
Das ursprüngliche Verbreitungsgebiet von Camallanus cotti liegt im Osten und Süden Asiens sowie in Südostasien; entdeckt wurde er 1927 in Japan. Vor allem durch den Einsatz einiger seiner Wirtsfische, zu denen auch der Guppy (Poecilia reticulata) gehört, zur Bekämpfung von Moskitolarven und durch den intensiven Handel mit Aquarienfischen seit der Mitte des 20. Jahrhunderts hat er wahrscheinlich eine kosmopolitische Verbreitung erlangt. 1976 wurde diese Art in Europa, 1984 in Nordamerika, 1994 auf den Hawaiʻi-Inseln und 2001 in Australien beschrieben.

## Parasit
Obwohl gezeigt werden konnte, dass in Aquarien lebende Camallanus cotti ihren Endwirt auch ohne einen Zwischenwirt infizieren können (monoxene Entwicklung), dienen in natürlicher Umgebung Ruderfußkrebse als Zwischenwirt und somit Überträger dieses Parasiten auf seinen Endwirt (heteroxene Entwicklung). Diese Art weist also einen fakultativ heteroxenen Entwicklungszyklus auf, bei dem Ruderfußkrebse als Zwischenwirte und verschiedene Süßwasserfische, so auch viele in Aquarien gehaltenen Arten, als Endwirte dienen. Da die Überlebenswahrscheinlichkeit der Larven von C. cotti nach einer direkten Übertragung geringer ist als bei einer indirekten Übertragung, geht man davon aus, dass eine Entwicklung ohne Zwischenwirt eine Anpassung an das Leben unter den extremen Bedingungen eines geschlossenen Aquariums ist.
Mitunter die häufigste Ursache für die Verbreitung sind das Verfüttern von selbstgefangenen Wasserflöhen oder Mückenlarven aus Tümpeln oder Teichen.
Im larvalen Stadium wird Camallanus cotti durch den Fisch aufgenommen und verweilt einige Zeit im vorderen Bereich des Dünndarms. Hier ernährt er sich schmarotzend von der Darmschleimhaut oder Epithelgewebe bis zu seiner weiteren Entwicklung.
Als Larve benötigt Camallanus hohe Lipidreserven, seine Hauptenergiequelle, um sein Wachstum weiter voranzutreiben. Die Fische zeigen in diesem Stadium keine erkennbaren Auffälligkeiten oder Krankheitserscheinungen. Der weitere Entwicklungszeitraum liegt hier bei mehreren Monaten bis zum voll entwickelten Wurm und seiner Wanderschaft durch den Darmtrakt des Fisches. Im Uterus des Fischweibchens ist Camallanus cotti ebenfalls häufig anzutreffen. Innerhalb seines Wachstums besticht Camallanus cotti vom larvalen Stadium bis zum voll entwickelten Wurm durch eine Wachstumsrate von 100 Prozent.
Durch die lange Inkubationszeit lässt sich im Krankheitsfall nicht mehr bestimmen, woher der Befall stammen könnte (plötzlich erkrankende Fische). Im Endstadium des intestinalen Lebenszyklus von Camellanus cotti unterbricht er mit seinen Beißwerkzeugen die Blutzufuhr in der Darmschleimhaut oder durchbricht diese sogar, um in den Körperhöhlen weiter zu schmarotzen. Hierbei kommt es unweigerlich zu Sekundärinfektionen durch Bakterien im Darm, sowie Blutungen ins umgebende Gewebe oder in den Analbereich, welche beim Fisch zusätzliche Krankheiten auslösen und mit dem Tod des Tieres enden.
Männliche Camallanus cotti bleiben kleiner (etwa 5 Millimeter) als die weiblichen (etwa 15 Millimeter). Das Weibchen gebiert lebenden Nachwuchs (ovovivipare Entwicklung), der in der Regel bei einer täglichen Produktion um die 100 Larven liegt. Spätestens in diesem Stadium zeigen die Fische einen stark geröteten Anus mit deutlich sichtbar heraushängenden roten Fäden und einer starken Abmagerung. Die sichtbaren roten Fäden sind ein untrügliches Zeichen für einen Befall mit Camellanus cotti, da dieser als einziger Darmparasit rötlich, und somit klar zu erkennen ist.
Guppyimporte aus Singapur oder Malaysia sind am häufigsten mit Camallanus cotti infiziert. Beim Händler wird man selten einen Befall aufgrund der langen Entwicklungszeit bemerken. Unter Umständen werden hier aber weitere Tiere mit Camallanus cotti infiziert.

## Behandlung
Ein Befall mit dem Fräskopfwurm kann mit dem Antihelminthikum Levamisol (z. B. Concurat®, Citarin®, Ripercol®) in Form einer Badelösung oder durch Verfütterung von mit Medikament versehenem Lebendfutter behandelt werden. Levamisol hat eine direkte cholinerge Wirkung, in höheren Dosen zusätzlich eine hemmende Wirkung auf Acetylcholinesterase, und führt zu einer spastischen Lähmung des Parasiten. Weiterhin besitzt der Wirkstoff beim Wirt immunstimulierende Eigenschaften.
Seit 2007 ist auch das Produkt Nematol® auf dem Markt. Es ist hoch wirksam und lähmt die Parasiten nicht, sondern tötet diese ab. Auch die Larvenstadien werden erreicht, so dass eine einzige Behandlung ausreichend sein kann. Es wird jedoch von Wirbellosen nicht vertragen, weshalb eine Behandlung im Quarantänebecken zu empfehlen ist. Es ist dann zu beachten, dass sich im Hauptbecken noch Larven befinden und gewartet werden muss, bis diese mangels Endwirtes eingehen. Während der Behandlung muss unbedingt eine ausreichende Sauerstoffzufuhr sichergestellt werden. Laut Hersteller kann es bei Fadenfischen, Welsen, Schmerlen und Lebendgebärenden sowie Jungfischen in den ersten Lebenstagen zu Verlusten kommen. Das Mittel darf nicht bei Tieren, die der Lebensmittelgewinnung dienen, angewendet werden.
Beim Einsatz glukosehaltiger Präparate (z. B. Concurat®) sind aufgrund einer Bakterienblüte eine Verschlechterung der Wasserqualität sowie mögliche Wundinfektionen (infektiöse Bauchwassersucht) zu beachten. Vor und nach der Behandlung sind Teilwasserwechsel durchzuführen. Reste des Medikaments sind durch eine Filterung über Aktivkohle aus dem Wasser zu entfernen. Da medikamentöser Einsatz eine sauerstoffzehrende Wirkung ausübt, ist während der Behandlung eine zusätzliche Gabe von Sauerstoff sicherzustellen.